# 獅色雙鰭電鰩
獅色雙鰭電鰩（學名：Narcine leoparda），又稱獅色雙鰭電鱝，為軟骨魚綱電鰩目雙鰭電鰩科雙鰭電鰩屬的一種，被IUCN列為易危保育類動物，分布於東南太平洋哥倫比亞海域，深度10至35公尺，本魚頭部、軀幹和胸鰭連成一體，形成一厚且光滑之橢圓體盤，和尾鰭分開，兩側各具一縱走之皮褶，眼睛很小，氣孔邊緣光滑，沒有外乳突，口小，唇厚，吻略尖，具強大之唇軟骨。齒細小且尖，上下外齒帶寬度接近相等輪廓大致呈圓形，背鰭2個，第二背鰭的高度通常略大於第一背鰭基部的長度，位於尾鰭之上，尾長短於圓盤寬度或長度，身體背部紅棕色或棕色，體盤、背鰭和尾鰭上的許多白色至乳白色小斑點和眼斑，腹部白色，頭至胸鰭間有發電器官，體長可達33公分，棲息在水淺的沙泥底質海域，為夜行性底棲性魚類，屬肉食性，體內的發電器官，可能用來防禦或捕食，生活習性不明。